# Onthophagus stellio
Onthophagus stellio là một loài bọ cánh cứng trong họ Bọ hung (Scarabaeidae).